# Settenario
Il settenario, nella metrica italiana, è un verso nel quale l'accento forte (ritmico) principale si trova sulla sesta sillaba metrica: quindi, se l'ultima parola è piana comprende sette sillabe effettive, mentre se è tronca o sdrucciola ne ha rispettivamente sei oppure otto.
Un altro accento forte, secondario e facoltativo, può trovarsi dalla 1ª alla 4ª sillaba.

## Esempi di versi settenari
Il settenario, assieme all'endecasillabo, è uno dei versi più importanti nella poesia italiana, e quindi è molto facile trovare degli esempî.
Come nella poesia Il cinque maggio di Alessandro Manzoni:
Ei fu. Siccome immobile

dato il mortal sospiro

stette la spoglia immemore

orba di tanto spiro,

così percossa, attonita

la terra al nunzio sta [...]
dove si nota anche la varietà nel numero delle sillabe, dovuta all'abbondanza di versi sdruccioli e tronchi.
Anche un poeta come Giuseppe Ungaretti, nasconde settenari nelle sue opere: per esempio i due versi di Mattina possono essere metricamente letti come un settenario, così come i quattro versi di Soldati sono una coppia di settenarî con cesura interna (peraltro variabile, tanto che esistono due versioni della poesia nelle quali il primo distico è rispettivamente Si sta come / d'autunno e Si sta / come d'autunno).